# Hawkair
Hawkair Aviation Services, действующая как Hawkair — региональная авиакомпания Канады со штаб-квартирой в городе Террейс (Британская Колумбия), осуществляющая регулярные и чартерные авиаперевозки в провинциях Альберта и Британская Колумбия.
Компания базируется в аэропорту Террейс, главным транзитным узлом (хабом) перевозчика является Международный аэропорт Ванкувер.

## История
Авиакомпания Hawkair Aviation Services была образована в 1994 году для обеспечения грузовых воздушных перевозок района Террейс в Британской Колумбии. В 2000 году компания открыла первые регулярные пассажирские рейсы между Террейсом и Ванкувером, в течение короткого времени затем расширив собственную маршрутную сеть аэропортами северной части провинции Британская Колумбия. В связи с нестабильным финансовым положением Hawkair была вынуждена в октябре 2005 года подать заявление на защиту от кредиторов авиакомпании, воспользовавшись положениями Закона о банкротстве коммерческих предприятий, следствием кризисного управления компанией явилось сокращение воздушного флота Hawkair с пяти самолётов до трёх.
Первым лайнером авиакомпании был грузовой самолёт Bristol Freighter, в 2004 году выведенный из эксплуатации и в настоящее время находящийся в авиационном музее города Уэтаскивин (провинция Альберта).
В апреле 2007 года Hawkair объявила о возобновлении регулярных пассажирских перевозок в аэропорт Смитерс, рейсы между Ванкувером и Смитерсом в настоящее время выполняются ежедневно по выходным и рабочим дням.

## Маршрутная сеть авиакомпании

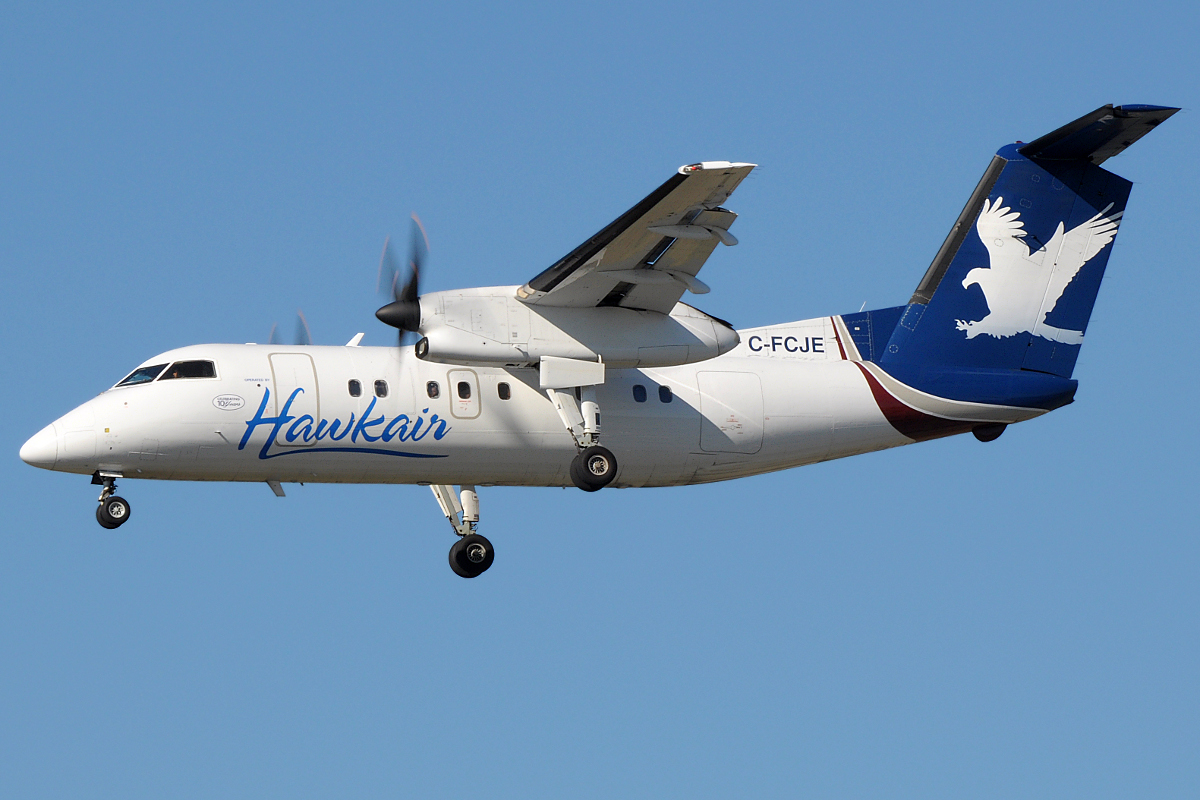
Bombardier Dash 8-100 авиакомпании Hawkair в заходе на посадку в международном аэропорту Ванкувера

По данным Министерства транспорта Канады на 15 января 2010 года авиакомпания Hawkair выполняла регулярные пассажирские рейсы по следующим направлениям:
- Принс-Руперт
- Сандспит (сезонный) — начало рейсов с 7 июня 2010 года[4]
- Смитерс
- Террейс

Среди выполнявшихся ранее регулярных рейсов были следующие:
- Аэропорт Боб-Куинн-Лейк, Британская Колумбия
- Досон-Крик, Британская Колумбия
- Форт-Нельсон, Британская Колумбия
- Форт-Сент-Джон, Британская Колумбия
- Принс-Джордж, Британская Колумбия
- Сандспит, Британская Колумбия
- Виктория, Британская Колумбия
- Калгари, Альберта (из аэропорта Сент-Джон)
- Гранд-Прейри, Альберта

## Флот
По состоянию на сентябрь 2008 года воздушный флот авиакомпании Hawkair составляли следующие самолёты:
- 3 Bombardier Dash 8-100
- 1 Bombardier Dash 8-300
- 1 King Air 200

23 ноября 2009 года два самолёта Dash 8-199 были выставлены на продажу.

### Выведенные из эксплуатации
Ниже приведены воздушные суда, ранее эксплуатировавшиеся в авиакомпании Hawkair.
- 1 Fairchild Metro II
- 1 Fairchild Merlin IV